# District de Nyimba
Le district de Nyimba est un district de Zambie, situé dans la Province Orientale. Sa capitale se situe à Nyimba. Selon le recensement zambien de 2000, le district a une population de 47 376 personnes.